# Eta Arae
Eta Arae (η Ara / η Arae) è una stella gigante arancione di magnitudine 3,78 situata nella costellazione dell'Altare. Dista 313 anni luce dal sistema solare.

## Osservazione
Si tratta di una stella situata nell'emisfero celeste australe. La sua posizione è fortemente australe e ciò comporta che la stella sia osservabile prevalentemente dall'emisfero sud, dove si presenta circumpolare anche da gran parte delle regioni temperate; dall'emisfero nord la sua visibilità è invece limitata alle regioni temperate inferiori e alla fascia tropicale. Essendo di magnitudine 3,8, la si può osservare anche dai piccoli centri urbani senza difficoltà, sebbene un cielo non eccessivamente inquinato sia maggiormente indicato per la sua individuazione.
Il periodo migliore per la sua osservazione nel cielo serale ricade nei mesi compresi fra maggio e settembre; nell'emisfero sud è visibile anche per gran parte della primavera, grazie alla declinazione boreale della stella, mentre nell'emisfero sud può essere osservata limitatamente durante i mesi estivi boreali.

## Caratteristiche fisiche
La stella è una gigante arancione con massa paragonabile a quella del Sole, ma trovandosi nello stadio di gigante è molto più grande, con un raggio 57 volte quello solare, a fronte di una temperatura superficiale inferiore ai 4 000 K. Così come Arturo ed altre tante giganti arancioni di questa massa, il suo stadio riflette quello che sarà il futuro del Sole, fra qualche miliardo di anni, quando avrà terminato l'idrogeno da fondere in elio all'interno del suo nucleo.
Possiede una magnitudine assoluta di -1,13 e la sua velocità radiale positiva indica che la stella si sta allontanando dal sistema solare.
Eta Arae ha una compagna visuale di magnitudine 13,5, separata da 25,7 secondi d'arco da A e con angolo di posizione di 120 gradi. Se la relazione fisica è reale, la distanza dalla principale è di 2090 UA.